# Ахмед Лютифі Вакед
Ахмед Лютфи Вакед(англ. Ahmed Lutfi Waked, 1920, Кафр-Сакр, Шаркія, Британський протекторат Єгипет) — єгипетський політичний, військовий, громадський діяч, один з учасників руху «Вільних офіцерів», один із лідерів Національно-прогресивної (лівої) партії Єгипту.

## Біографія
Ахмед Лютфи Вакед народився в 1920 році в розташованому в дельті Нілу Кафр-Сакре, провінція Шаркія, Британський протекторат Єгипет в заможній родині. Його батько обіймав посаду мера (omdah) Каф Сагра і був депутатом парламенту. Вакед з дитинства відчув сильний вплив своїх родичів — які доводилися йому дядьками відомого ліберального мислителя Ахмеда Лютфи аль-Сайеда-паші і Імама Вакеда, що відбував 15-річний термін у в'язниці за змову з метою вбивства британського комісара в Єгипті лорда Кітченера.

### Служба в армії та політика
Попри походження, Лютфи Вакед заразився від них ідеями патріотизму і соціальної справедливості. У 15 років він приєднався до антибританського руху, організованого партією «Миср ель-Фатат» («Молодий Єгипет») і в листопаді 1935 року був заарештований за участь в антибританській демонстрації. Однак Вакед не залишив політичної діяльності, що не завадило йому в 1938 році вступити у Військову академію в Каїрі. Там він познайомився з іншим забезпеченим вихідцем з дельти Нілу Халедом Мохі ед-Діном, з яким його зв'язала багаторічна дружба і спільність політичних поглядів. Однак після закінчення академії друзі на багато років розлучилися — Вакеда розподілили в корпус прикордонної охорони, а Мохі ед-Дін відправився служити в танкові війська.
Лютфи Вакед брав участь у Першій арабо-ізраїльській війні, а в 1949 році майор Гамаль Абдель Насер залучив його до участі в підпільній організації «Вільні офіцери».

### Поряд з Насером
Після Липневої революції 1952 року Вакед, що не входив в керівництво організації, але користувався довірою Насера, уникнув репресій, яких зазнали єгипетські марксисти і навіть зробив кар'єру, в 1954 році очоливши адміністрацію президента Єгипту. Він також керував підготовкою збройних палестинських груп для акцій на території Ізраїлю, а в 1955 році розгорнув їх діяльність в Йорданії.
У тому же 1955 році, коли Гамаль Салем виконував обов'язки президента під час поїздки Насера на конференцію в Бандунзі, Вакед і Камаль Ріфаат були керуючими справами президента і розробили план урочистої зустрічі Насера, при тому, що Салем вимагав зробити зустріч звичайної. Однак Вакед і Ріфаат таємно підготували всенародну урочисту зустріч Насера, яка стала для Салема несподіванкою. Це зміцнило довіру президента до Вакеду, відомому своїми марксистськими поглядами. У період Суецької кризи Насер навіть звернувся до Вакеду, Ахмеду Хамрушу і Ахмеду Фуаду з проханням зв'язатися з єгипетськими комуністами, як з союзниками по можливому підпільному опору в разі перемоги англо-французьких сил. Однак у 1957 році президент Насер призначив Лютфі Вакеда редактором газети «Аль-Шааб» після відсторонення від цієї посади Салаха Салема. Коли в 1959 році група єгипетських комуністів постала перед судом за звинуваченням у шпигунстві, один з адвокатів попросив 13 армійських офіцерів виступити свідками на стороні захисту. З них з'явилися до суду тільки Халед Мохи ед-Дін і його колишній однокурсник Ахмед Лютфі Вакед.

### Тюрма і політичне забуття
У 1961 році, після розпаду Об'єднаної Арабської Республіки Вакед примкнув до таємного панарабістського руху «Нові вільні офіцери» Дауда Евейсса, що почав поширювати антиурядові листівки. Коли спецслужби доповіли Насеру про підпільну діяльність колишнього керівника президентської адміністрації, той санкціонував його арешт. Лютфи Вакед був засуджений до 15 років в'язниці, але Насер скоротив його строк до 27 місяців. У 1964 році Вакед вийшов на свободу і зник з суспільного і політичного життя Єгипту.

### Тагаммі. Соратник Халеда Мохі ед-Діна
Тільки в 1975 році Ахмед Лютфи Вакед разом з Камалія Ріфаатом заснував щотижневий журнал «Аль-Катіб» («Письменник»). Однак журнал незабаром був заборонений президентом Садатом та Вакед примкнув до лівої політичного угруповання Халеда Мохі ед-Діна, разом з яким потім створив Національно-прогресивну (ліву) партію Єгипту (Тагаммі). Від партії восени 1976 року він разом Мохі ед-Діном був обраний депутатом Народних зборів Єгипту і займав депутатське крісло до наступних виборів. Вакед став заступником Халед Мохи ед-Діна по партії, а також очолив редакцію партійної газети «Аль-Ахалі». Він зумів відстояти інтереси газети в період переслідувань з боку влади, водночас уникаючи вступати у внутрішньопартійні конфлікти. У цей період Вакед заявляв, що за переконаннями є юніоністом і лівим демократом, хоча в Тагаммі його вважали консерватором і проурядовим націоналістом.
Ахмед Лютфи Вакед помер під час операції простати в Каїрському госпіталі 20 вересня 1998 року у віці 78 років.